# Srednji rombski triakontaeder
| Srednji rombski triakontaeder      | Srednji rombski triakontaeder                         |
| ---------------------------------- | ----------------------------------------------------- |
|                                    |                                                       |
| Vrsta                              | zvezdni polieder                                      |
| Elementi                           | F = 60, E = 150, V =84 ({\displaystyle \chi \,} = -6) |
| Grupa simetrije                    | I, [5,3]+, 532                                        |
| Sklici                             | DU60                                                  |
| dodekadodekaeder (dualni polieder) |                                                       |

Srednji rombski triakontaeder je nekonveksen izoederski polieder. Njegovo dualno telo  je dodekadodekaeder. Ima 30 sekajočih se rombskih stranskih ploskev.
Imenujemo ga tudi mali zvezdni triakontaeder.
Je topološko enakovreden s hiperboličnim tlakovanjem reda 5, če spremenimo rombe v kvadrate. Takšen pa je topološko pravilni polieder z indeksom dva .
Bodi pozoren na to, da je kvadratno tlakovanje reda 5, dualno z petstranim tlakovanjem reda 4, ki je topološko enakovredno z dualom srednjega rombskega triakontaedra. To pa pomeni dodekadodekaeder.

## Vir
- Wenninger, Magnus (1983), Dual Models, Cambridge University Press, ISBN 978-0-521-54325-5, MR730208 *Wenninger, Magnus (1983), Dual Models, Cambridge University Press, ISBN 978-0-521-54325-5, MR730208 stran 124